# Seznam nemških zoologov
Seznam nemških zoologov.

## A
- Ernst Ahl
- Hansjochem Autrum

## B
- Karl Ernst von Baer
- Heinrich Balss
- Alfred Edmund Brehm (1829-1884)
- Otto Bütschli

## D
- Anton Dohrn

## E
- Christian Gottfried Ehrenberg
- Johann Friedrich von Eschscholtz
- Christian Gottfried Daniel Nees von Esenbeck

## G
- Bernhard Grzimek (1909 - 1987)

## H
- Wilhelm Haacke
- Ernst Haeckel
- Max Hartmann
- Gerhard Heberer
- Richard Hertwig
- Richard Hesse

## J
- Ernst Jünger (1895–1998) (pisatelj in entomolog)

## K
- Friedrich August Rudolph Kolenati

## L
- Franz Leydig
- Anton August Heinrich Lichtenstein
- Erwin Lindner (1888-1988)
- Arthur Looss

## M
- Maria Sibylla Merian

## P
- Peter Simon Pallas
- Ludwig Hermann Plate
- Eduard Friedrich Poeppig

## S
- Fritz Schaudinn
- Max Johann Sigismund Schultze
- Theodor Schwann
- Hans Spemann